# La Mauvaise Tête
La Mauvaise Tête est la trente-huitième histoire et le huitième album de la série Spirou et Fantasio d'André Franquin. L'histoire est publiée pour la première fois dans Spirou du no 840 au no 869.

## Univers

### Synopsis
Fantasio est furieux : il vient de se faire licencier de son journal (Le Moustique) et s'est fait voler une série de six photos d'identité de lui-même, format passeport. Spirou tente de le calmer, mais ne parvient qu'à se brouiller avec lui. 
Un peu plus tard en soirée, Spirou recueille le témoignage d'un bijoutier qui prétend que Fantasio l'a agressé et lui a volé des chronomètres de valeur. Une heure plus tard, il assiste en direct à la télévision au vol du masque en or de Nefersisit, par Fantasio, au musée d'histoire (archéologique).
Spirou s'étant rendu le lendemain chez Fantasio, ce dernier prétend revenir à l'instant de Paris (à 300 kilomètres de là). Le commissaire Chevelu survient alors, perquisitionne le domicile, retrouve des pièces des vols de la veille (dont un fragment du masque d'or) et, en conséquence, tente d'arrêter le journaliste. Ce dernier, néanmoins, s'échappe et s'enfuit.
Craignant que son ami ait sombré dans la folie, ou plus simplement ait été hypnotisé, Spirou se rend à la maison d'un voisin, dans le jardin duquel il avait, la veille au matin, retrouvé une des photos disparues de Fantasio, et en compagnie duquel il a aperçu son ami la soirée précédente, en ville. Il y découvre un buste en plâtre de Fantasio ainsi qu'une matière élastique étrange. Il comprend alors que le vrai voleur porte un masque-cagoule à l'effigie de Fantasio. À l'étage au-dessus, il voit le locataire de la maison se disputer avec ses complices, un Chinois et un nommé Michel, l'organisateur — dont on n'aperçoit que la capuche de son duffel-coat. Spirou se retrouve seul avec ce locataire, abandonné par ses complices en fuite, et lui demande des explications. Il se présente comme artiste sculpteur, l'auteur du buste en plâtre. Comprenant la machination, Spirou l'incite fortement à aller témoigner à la police. Ne voulant pas courir ce risque pour lui, le sculpteur assomme Spirou, mais lui laisse cependant un billet où il explique que ses complices se sont enfuis à Montauris (dans le Midi de la France). 
Spirou retourne chez Fantasio et le retrouve dans le coffre de la Turbotraction, où il s’était caché. Afin de récupérer le masque-cagoule (et le masque en or de Nefersisit) ils décident de se rendre (séparément) à Midiville, en Provence, où ils s'aperçoivent que la police (locale) menée par le commissaire Chevelu, déjà sur place, les recherchent. Pour échapper à cette traque, ils imaginent alors un stratagème insolite : que Fantasio se fasse passer pour un coureur cycliste du Tour du Sud, dont l'étape du jour finit précisément à Montauris. Mais le commissaire Chevelu, renseigné par quelqu'un qui a reconnu Fantasio, le rattrape à l'issue de l'étape que celui-ci a — bien malgré lui — remportée et parvient à arrêter Fantasio. Spirou s'échappe et continue seul son investigation, aidé de son fidèle écureuil Spip, toujours du voyage. 
Arrivé au repaire des malfaiteurs, il découvre dans un buisson le Chinois bâillonné et entravé. Il trouve le chef de la bande et reconnaît sa voix : celui-ci se révèle être Zantafio, qui a cherché à se venger de la ruine de ses ambitions mégalomaniaques en Palombie. Ce dernier prend la fuite en voiture, une Renault 4CV, dont le moteur est à l'arrière, par la route sinueuse de l'arrière-pays (de basse montagne). Accompagné de Spip, Spirou réussit à sauter sur le pare-chocs arrière, et a l'idée d'ouvrir le capot-moteur pour débrancher un fil de la bobine, provoquant ainsi la panne de la voiture et son arrêt. Poursuivi par Spirou, Zantafio se réfugie dans une maisonnette dont il verrouille la porte et dont la seule autre issue est une fenêtre donnant sur un ravin en à-pic, pendant que Spirou lui en interdit la sortie par la porte. 
Le malfaiteur a alors l'idée de dissimuler les seules preuves de l'innocence de Fantasio, le masque en or de Nefersisit et le masque en latex de Fantasio, en gonflant ce dernier au gaz et en le laissant flotter au-dessus du cabanon, attaché à un volet par une ficelle à laquelle est aussi accrochée une mallette contenant le masque égyptien. 
Ouvrant la porte à Spirou au moment où le masque gonflé s'élève dans le ciel, Zantafio se jette sur le héros pour l'assommer. Mais le Chinois, qui entretemps s'est libéré, arrive, engage une rixe avec lui et l’oblige à fuir. Spirou, qui a compris ce que Zantafio a fait, profite de leur départ pour amener à lui le masque-ballon et la mallette. Malheureusement, la sangle décousue de la mallette cède et le ballon de circonstance s'envole avec son précieux chargement. 
Au volant de la 4CV dont il a rebranché le fil de la bobine, Spirou poursuit alors le masque-ballon par les routes de montagne. Bientôt, il tombe en panne d'essence et continue à pied avec Spip. Soudain, le masque en latex a une fuite, se met à perdre du gaz, se dégonfle, puis tombe avec la mallette au flanc d'une paroi à pic. Spirou tente de le récupérer, l'atteint, mais chute dans le précipice.
Trois mois plus tard, en convalescence dans une clinique, mais devenu amnésique — et Spip demeuré toujours à ses côtés — Spirou retrouve la mémoire en apercevant un ballon libre évoluant au-dessus du village de Montauris et qui lui rappelle soudain sa course-poursuite. Cette guérison permet à Spirou d'intervenir enfin dans le procès de Fantasio en apportant, avec le masque en latex et celui de Nefersisit, la preuve de l'innocence de son ami.

### Personnages
- Spirou
- Fantasio
- Spip
- Le commissaire Chevelu (première apparition)
- Le voisin (première apparition)
- Tsao Yoc Ping (première apparition)
- Zantafio

## Historique
La publication de La Mauvaise Tête commence dans le journal Spirou no 840 du 20 mai 1954. Sa publication démarre alors que l'histoire précédente, Le Dictateur et le Champignon, a fini d'être publiée seulement deux semaines auparavant. Entre les deux épisodes, un dessin pour annoncer la parution de la future histoire est publié. On y voit Fantasio avec un habit de bagnard et un boulet au pied surmonté du titre « Impossible ! ».
Il s'agit de la première histoire policière qu’André Franquin écrit seul.

## Analyse

### Graphismes
Pour les costumes de ses personnages, André Franquin fait varier les styles et les époques. Ainsi dans la scène de l'interrogatoire après le cambriolage de la bijouterie, l'auteur mélange la modernité américaine avec la tradition française et belge qu'il parvient à unifier grâce à l'expressivité de son graphisme. Les deux policiers portent une casquette de policier américain, le commissaire Chevelu semble sorti d'un roman de Georges Simenon, le bijoutier est inspiré des personnages du cinéma français des années 1930, alors que Fantasio est habillé comme dans les films policiers américains de l'époque. Franquin agit de même pour les voitures ; ainsi dans la scène de la course-poursuite, Spirou est au volant de l'imaginaire Turbotraction, alors que le commissaire Chevelu conduit une Citroën Traction. Dans cette scène, la seconde fait presque figure d'ancêtre à côté de l'ultramoderne voiture de Spirou.
Franquin fait de même pour les décors. Le mobilier de la maison de Fantasio correspond au design tendance des années 1950. Par contre, la maison voisine est caractéristique des vieilles demeures de début du siècle. Pour bien le montrer, André Franquin fait craquer les vieilles marches de l’escalier dans la planche no 9.
Les décors sont entièrement réalisés par Franquin. À l'époque, son style est encore clair et dépouillé. Il évoluera vers des décors beaucoup plus fouillés durant sa collaboration avec Jidéhem de 1958 à 1968.
Dans cette histoire, André Franquin travaille son art du mouvement en donnant vie aux objets et aux matières, comme dans la planche publiée en couverture du no 848 où Spirou manipule une étrange matière caoutchouteuse.
À la planche no 14, sixième et septième strip, en leur première case respective, André Franquin utilise la perspective « ras-du-sol » où le bord inférieur de la case correspond au sol sur lequel évoluent les personnages. Une perspective très difficile à manier, mais qui donne une profondeur inégalable si elle est bien utilisée avec de nombreux figurants en arrière-plan. C'est la perspective préférée de Peyo dans sa série Johan et Pirlouit.
Durant cette même course, André Franquin représente bien l'absence de végétation lorsque les coureurs sont à plus de 2 000 mètres d'altitude. Lorsque Fantasio fait sa descente en trombe à partir de la planche numéro seize, la végétation revient progressivement.
Franquin représente bien une grande course cycliste des années 1950. La jeep contenant des vélos de remplacement est au service de tous les coureurs. Par contre, il dessine les boyaux que les coureurs devaient porter (en bandoulière) durant l'entre deux-guerres.

### Scénario
André Franquin utilise le thème du faux coupable, un thème récurrent dans les œuvres policières. Il est notamment utilisé dans les films d'Alfred Hitchcock car pour ce dernier, il est plus facile pour le spectateurs de ressentir le danger en s'imaginant dans la peau du faux coupable, plutôt que dans celle d'un véritable bandit en train de fuir. Cette thématique obéit à quelques règles. La première exige que l'homme accusé injustement, pris de panique, se mette à fuir la police, sinon l'histoire s'arrêterait prématurément. Une autre règle est utilisée par André Franquin : le faux coupable est reconnu durant sa cavale par l'homme qui colle un avis de recherche le concernant, mais dans un délai suffisant pour lui permettre de fuir malgré les cris d'alerte des témoins. Ce procédé est souvent utilisé par Alfred Hitchcock, comme dans le film Les 39 Marches et plus tard dans La Mort aux trousses.
Le thème du sosie est abordé dans deux films sortis quelques années avant La Mauvaise Tête et qui ont pu inspirer André Franquin pour écrire son histoire. Le premier est Copie conforme, sorti en 1947, avec Louis Jouvet dans le double rôle d'un simple citoyen et d'un grand cambrioleur. Le second est L'Ennemi public no 1, sorti en 1953, avec Fernandel dans le rôle principal, et qui repose sur le même type d'imbroglio.
Il s'agit de la dernière histoire de Spirou et Fantasio par André Franquin où les deux amis ont chacun leur domicile. Par la suite, ils logeront ensemble dans l'actuelle villa de Fantasio. Dans La Mauvaise Tête, les besoins du scénario font que Spirou et Fantasio ne peuvent pas vivre ensemble, pour que Spirou puisse douter de la sincérité de Fantasio et qu'ils se quittent et se retrouvent tout au long de l'aventure.
La scène du vol du masque d'or de la reine Nerfersisit par le faux Fantasio est assez invraisemblable. Comment croire qu'un événement aussi important, au point d'être retransmis à la télévision — chose rare à l'époque —, puisse se dérouler sans aucune sécurité ? L'auteur corrigera cette erreur par la suite en écrivant dans le quotidien que lit Fantasio « Inadmissible négligence du service d'ordre ». À la même période dans le journal Tintin, dans La Marque jaune de Blake et Mortimer, Edgar P. Jacobs met en scène un cambriolage à la tour de Londres, aussi réaliste que spectaculaire. Ceci illustre la différence entre les deux journaux concurrents : Tintin privilégie le réalisme et la documentation, tandis que Spirou accorde sa préférence à la fantaisie et à l'humour.
Le découpage de l'histoire est réalisé au fur et à mesure par André Franquin, bien qu'il ait en tête les grandes lignes de son récit. Cette procédure est particulièrement visible dans la gestion du temps qui est assez peu réaliste. Spirou quitte Fantasio et s'étonne à peine de le revoir une minute plus tard à la télévision, dans une conférence où les invités sont sélectionnés. Après avoir assisté au vol, Spirou, au lieu de se précipiter chez son ami pour obtenir des explications, attend « le lendemain au lever du jour » pour se rendre chez Fantasio.
Pour sa narration, André Franquin n'hésite pas à placer un cadrage compliqué à dessiner si cela peut servir l'histoire. Comme dans la planche no 9, où il dessine depuis la cage d'escalier en contre-plongée plaçant l'œil du lecteur dans le dos de Spirou, ce qui permet de faire participer le lecteur aux interrogations du héros sur ce qu'il va découvrir sur le palier.
Comme dans son histoire Les Voleurs du Marsupilami, André Franquin met en scène un méchant qui ne l'est pas vraiment, un pauvre type pris dans l'engrenage à cause de ses problèmes d'argent. Dans cette histoire, le sculpteur non violent regrette ses actes, mais n'hésite pas à assommer Spirou pour ne pas être livré à la police. André Franquin trouve une astuce graphique pour empêcher de le voir assommer Spirou.
À partir de la planche no 12, le récit entame une nouvelle phase : la poursuite des bandits. Pour marquer ce nouveau chapitre, André Franquin, par l'intermédiaire de Spirou, fait un résumé de l'intrigue, probablement à l'attention des plus jeunes lecteurs du journal. Afin de conserver la logique narrative, il utilise Spirou en profitant du fait que Fantasio était caché dans le coffre de la Turbotraction.
La scène où Fantasio se mêle aux cyclistes du Tour du Sud est parfaitement plausible d'après le journaliste de la RTBF Dominique Delhalle. Ainsi, au cours du Tour de France 2000, des amateurs sont parvenus à se glisser parmi les coureurs lors d'une étape de montagne à Courchevel.
Durant sa descente en trombe du Mont Pilou, Fantasio roule durant un moment en marche arrière. À cette occasion, il a été reproché à André Franquin une incohérence mécanique : un cycliste, pourrait certes rouler en marche arrière, mais il lui serait alors très difficile, voire impossible, de garder l'équilibre ; par ailleurs, à la fin de son roulage en arrière Fantasio qui a réussi à remettre ses pieds dans les cale-pieds, maintient le pédalier immobile, comme s'il était en roue libre en marche arrière, ce qui est impossible.

#### Convalescence, procès et dénouement
Après sa chute puis sa récupération par le père Mildiou, Spirou est soigné à la clinique du docteur Prudent. M. Mildiou avait aussi retrouvé la fameuse mallette (contenant le masque en or de Néfersisit ainsi que la tête de plastique à l'effigie de Fantasio et la clé de la Turbotraction) et l'avait confiée à la clinique, qui l'a précieusement conservée, sans s'en servir pour identifier le blessé devenu amnésique.

À l'évidence, l'accident lui-même n'a pas été déclaré à la Police.

De plus, durant les trois mois d'hospitalisation de Spirou, personne ne semble avoir eu l'idée d'utiliser le contenu de la mallette pour identifier Spirou (devenu, qui plus est, amnésique) et mener une enquête sur son accident. Le docteur Prudent a bien conscience de la nécessité de découvrir l'identité du blessé mais moins — semble-t-il — dans le but de faciliter l'enquête de police que de guérir le patient de son amnésie.

Même le commissaire Chevelu ne semble pas s'être particulièrement intéressé au sort de Spirou, alors qu'il le pistait avec détermination.

Et pendant ce temps, pourtant, le procès de Fantasio se déroule au tribunal.

Étrangement, les éléments à disposition du tribunal (buste de plâtre, photos d'identité, bol, pilon et matière élastique) ne parviennent à convaincre de l'innocence de Fantasio, ni l'accusation ni le président de la chambre. Mais ce qui en fournira la preuve définitive, ce seront les masques : celui de Néfersisit (un peu) et celui de Fantasio (surtout).

## Publication

### Revues
- La Mauvaise tête : publié pour la première fois dans le Journal de Spirou du no 840 (paru le 20 mai 1954) au no 869[44] (paru le 9 décembre 1954).
- Dans Spirou, La Mauvaise Tête est d'abord publiée en couverture, puis sur la quatrième page. Chaque semaine, André Franquin dessine sur la couverture, à côté du bandeau-titre, une petite animation pour présenter la série mise en vedette dans le numéro. La planche présente sur la couverture est alors composée de trois strips (contre quatre normalement), ce qui oblige à remonter complètement les planches lors de parution en album[45].

| Planche    | Numéro | Page   | Date              |
| ---------- | ------ | ------ | ----------------- |
| n.n. et 1  | 840    | 1 et 4 | 20 mai 1954       |
| n.n. et 2  | 841    | 1 et 4 | 27 mai 1954       |
| n.n. et 3  | 842    | 1 et 4 | 3 juin 1954       |
| n.n. et 3  | 842    | 1 et 4 | 3 juin 1954       |
| n.n. et 4  | 843    | 1 et 4 | 10 juin 1954      |
| n.n. et 5  | 844    | 1 et 4 | 17 juin 1954      |
| n.n. et 6  | 845    | 1 et 4 | 24 juin 1954      |
| n.n. et 7  | 846    | 1 et 4 | 1er juillet 1954  |
| n.n. et 8  | 847    | 1 et 4 | 8 juillet 1954    |
| n.n. et 9  | 848    | 1 et 4 | 15 juillet 1954   |
| n.n. et 10 | 849    | 1 et 4 | 22 juillet 1954   |
| n.n. et 11 | 850    | 1 et 4 | 29 juillet 1954   |
| n.n. et 12 | 851    | 1 et 4 | 5 août 1954       |
| n.n. et 13 | 852    | 1 et 4 | 12 août 1954      |
| n.n. et 14 | 853    | 1 et 4 | 19 août 1954      |
| n.n. et 15 | 854    | 1 et 4 | 26 août 1954      |
| n.n. et 16 | 855    | 1 et 4 | 2 septembre 1954  |
| n.n. et 17 | 856    | 1 et 4 | 9 septembre 1954  |
| n.n. et 18 | 857    | 1 et 4 | 16 septembre 1954 |
| n.n. et 19 | 858    | 1 et 4 | 23 septembre 1954 |
| n.n. et 20 | 859    | 1 et 4 | 30 septembre 1954 |
| n.n. et 21 | 860    | 1 et 4 | 7 octobre 1954    |
| n.n. et 22 | 861    | 1 et 4 | 14 octobre 1954   |
| n.n. et 23 | 862    | 1 et 4 | 23 octobre 1954   |
| n.n. et 24 | 863    | 1 et 4 | 28 octobre 1954   |
| n.n. et 25 | 864    | 1 et 4 | 4 novembre 1954   |
| n.n. et 26 | 865    | 1 et 4 | 11 novembre 1954  |
| n.n. et 27 | 866    | 1 et 4 | 18 novembre 1954  |
| n.n. et 28 | 867    | 1 et 4 | 25 novembre 1954  |
| n.n. et 29 | 868    | 1 et 4 | 2 décembre 1954   |
| n.n. et 30 | 869    | 1 et 4 | 9 décembre 1954   |

### Album
La première édition de La Mauvaise Tête est publiée par Frankin (sic) et les Éditions J. Dupuis Fils et Cie en 1956 (dépôt légal no 548, 4e trimestre 1956). On retrouve cette histoire dans Voyages autour du monde, le tome 3 de la série Les intégrales Dupuis - Spirou et Fantasio (Dupuis - 2007).
- En 1987, l'album bénéficie d'un tirage de luxe, édité par Dupuis.

### Traductions
- Anglais (Inde) : A Head for crime (2007), Euro Books.
- Suédois : Det Falska ansiktet, Carlsen Comics.

## Reconnaissance
Pour beaucoup, le dessin de l'étape de montagne représente le sommet de l'art d'André Franquin. Pour Dominique Delhalle, journaliste sportif à la RTBF, le dessin représentant le coureur peinant en danseuse est « d'une efficacité inégalée ».
La maison d'édition québécoise La Mauvaise Tête est nommée en l'honneur de l'album.